# Нури (Судан)

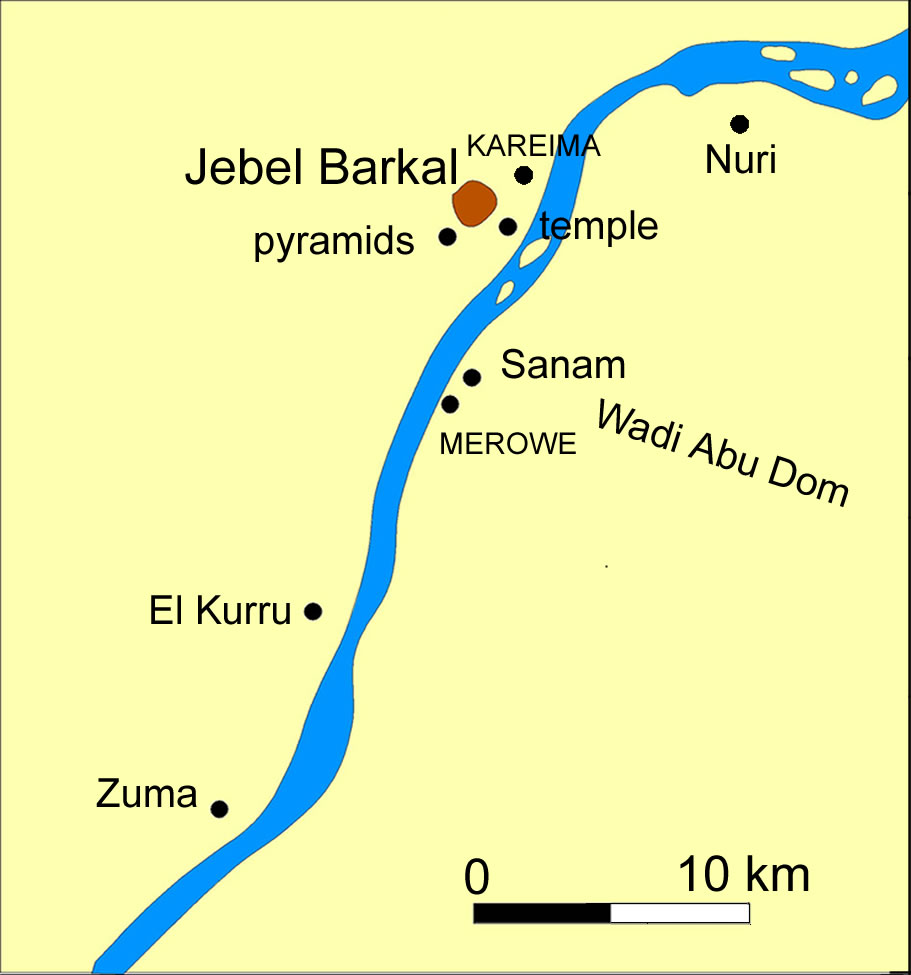
Карта Джебель-Баркал и Нури.

Нури — поселение в Судане на восточном (строго говоря — южном в этом районе) берегу Нила. Рядом с поселением находятся пирамиды Нубийских царей. В 15 км от Нури на юге располагается поселение Санам, в 10 км лежит Джебель-Баркал.
Самая ранняя пирамида (Nu. 1) принадлежит фараону Тахарка. Его последователь фараон Тануатамон не захоронен в Нури, но все последующие фараоны Нубии до Настасена (ок. 330 г. до н. э.) с многочисленными жёнами захоронены в Нури. Пирамиды Нури значительно меньше знаменитых египетских, многие из пирамид находятся в разрушенном состоянии, но многие захоронения не были разграблены.
Со времён прихода в эти районы христианства, в Нури была построена церковь. Для её строительства использовались камни с пирамид, а также несколько стел.
Первыми научными раскопками пирамид занимался Джордж Рейснер.
Пирамиды Нури вместе с археологическими памятниками Джебель-Баркала и окрестностями в 2003 году получили статус Всемирного наследия ЮНЕСКО — объект № 1073  Архивная копия от 24 декабря 2018 на Wayback Machine.

## Захоронения Нури

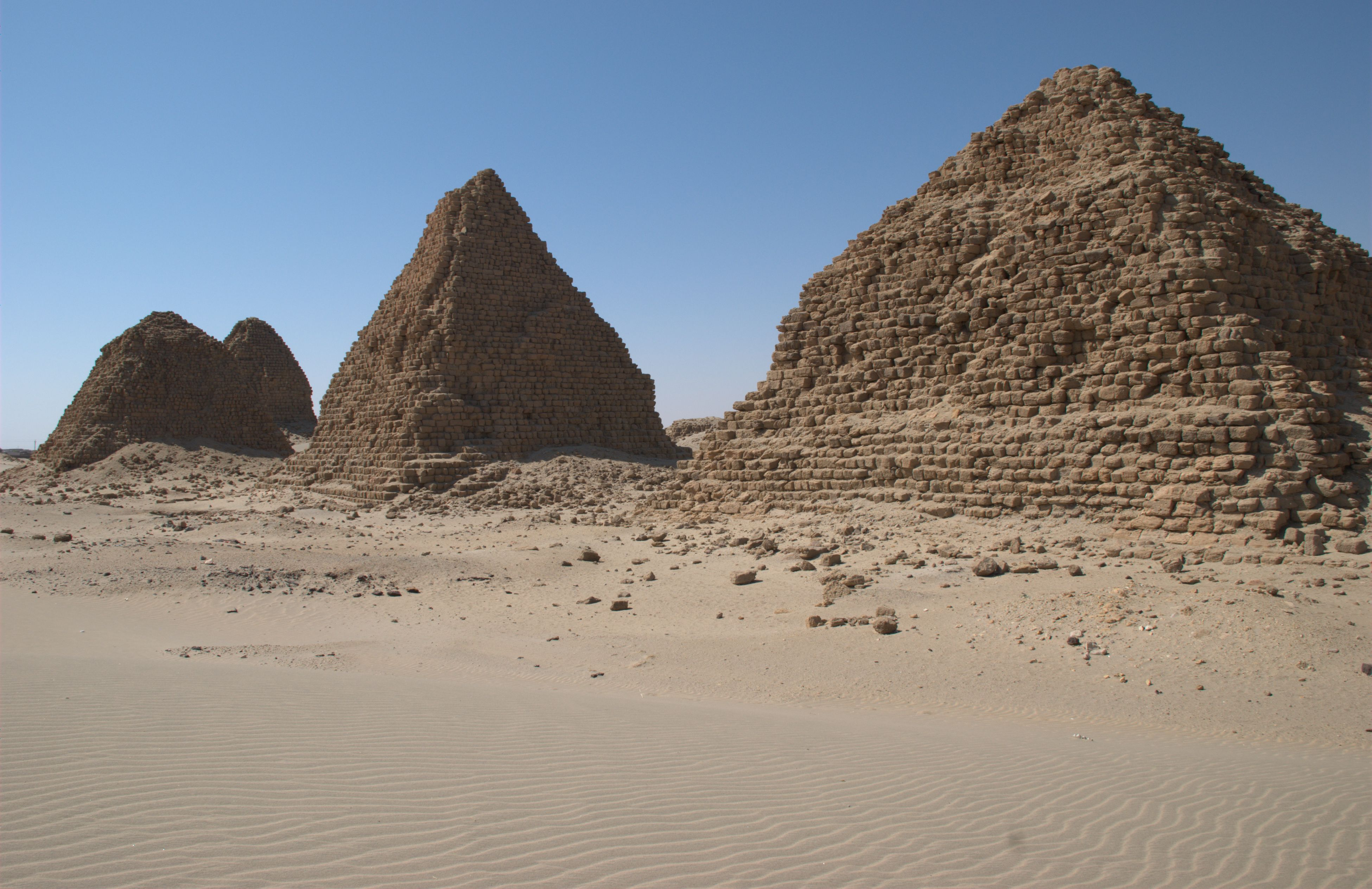
Вид на пирамиды.

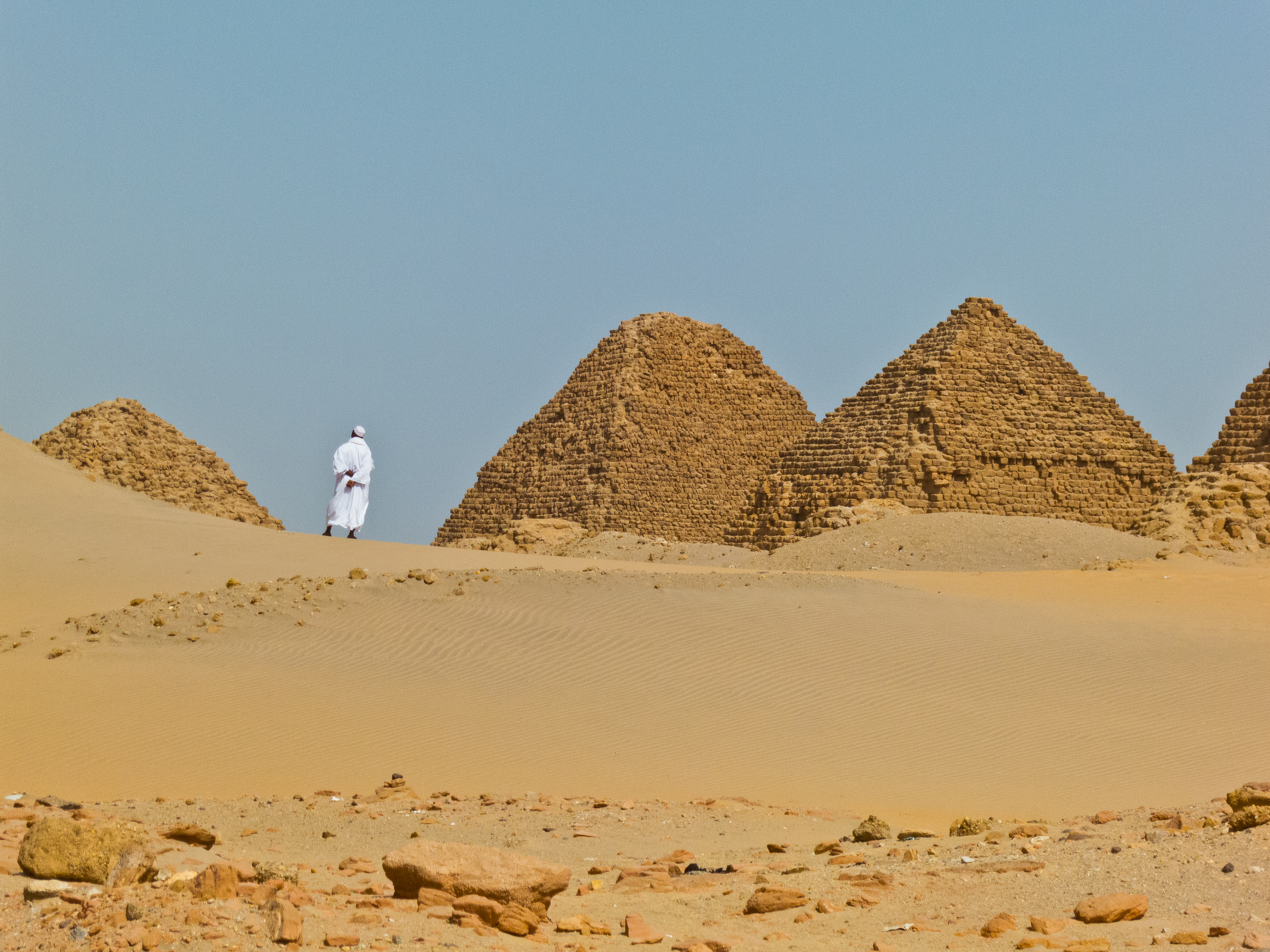
Человек на фоне пирамид.

Захоронения членов королевских семей царства Куш находятся в Нури, Эль-Курру, Мероэ и Джебель-Баркале.
Пирамиды Нури располагаются на двух отдельно стоящих плато. Пирамида Тахарка — самая высокая точка западного плато. Пирамиды остальных царей находятся на восточном плато. Пирамиды женщин из королевских семей находятся на западном плато начиная от пирамиды Тахарка. Эти пирамиды делятся на три группы: (1) Группа пирамид на юго-запад от пирамиды Тахарка; (2) Две параллельные линии пирамид на север от пирамиды Тахарка; (3) Группа захоронений вдалеке от пирамиды Тахарка на севере, но на том же плато.
Захоронения королев-матерей как правило находятся в первой группе, захоронения жён фараонов расположены во второй группе, в третьей группе захоронены наложницы и второстепенные жёны фараонов.
- Nuri 1 — Фараон Тахарка
- Nuri 2 — Фараон Аманиастабарка
- Nuri 3 — Фараон Сенкаманискен
- Nuri 4 — Фараон Сиаспика
- Nuri 5 — Фараон Меленакен
- Nuri 6 — Фараон Анламани, сын фараона Сенкаманискена
- Nuri 7 — Фараон Каркамани
- Nuri 8 — Фараон Аспелта, сын фараона Сенкаманискена и королевы Насалсы[англ.]
- Nuri 9 — Фараон Аматалка, сын Аспелта
- Nuri 10 — Фараон Аманинатакилебте
- Nuri 11 — Фараон Малиевиебамани
- Nuri 12 — Фараон Аманинетеиерике, сын фараона Малиевиебамани
- Nuri 13 — Фараон Горсиотеф
- Nuri 14 — Фараон Ахратан
- Nuri 15 — Фараон Настасен
- Nuri 16 — Фараон Талакамани
- Nuri 17 — Фараон Баскакерен, сын фараона Малиевиебамани
- Nuri 18 — Фараон Аналмаи
- Nuri 19 — Фараон Насахма
- Nuri 20 — Фараон Атланерса, сын фараона Тахарка (или, возможно, Тануатамона)
- Nuri 21 — (Возможно) Такахатенанум[англ.], королева, жена фараона Тахарка
- Nuri 22 — (Возможно) Аманималел, королева, жена фараона Сенкаманискена
- Nuri 23 — Масалае, возможно королева, возможно жена фараона Сенкаманискена
- Nuri 24 — Королева Насалса. дочь Атланерса, жена фараона Сенкаманискена
- Nuri 25 — Малетарал II, возможно королева, захоронение времён фараона Аманинатакилебте
- Nuri 26 — Королева Аманитакайе, дочь фараона Аспелта, сестра и жена фараона Аматалка, мать фараона Меленакена
- Nuri 27 — Королева Мадикен, жена фараона Анламани
- Nuri 28 — Королева Хенутахеби[т], жена фараона Аспелта
- Nuri 29 — (Возможно королева) Планхекью, возможно жена фараона Сиаспика
- Nuri 31 — Королева Сака-айе, возможно мать фараона Малиевиебамани
- Nuri 32 — Королева Ахрасан, возможно жена фараона Малиевиебамани
- Nuri 34 — Королева Хенутирдис, захоронение времён фараона Горсиотефа
- Nuri 35 — (Возможно королева) Абар[англ.], жена фараона Пианхи, мать фараона Тахарка
- Nuri 36 — Королева Атахебаскен[англ.], жена фараона Тахарка
- Nuri 38 — Королева Ахе[я], дочь фараона Аспелта, жена фараона Аматалка
- Nuri 39 — Королева Малетасен, жена фараона Аматалка
- Nuri 40 — Королева Мекемале, возможно жена фараона Аспелта
- Nuri 41 — Королева Малотарал (?), жена фараона Атланерса
- Nuri 42 — Королева Асата, жена фараона Аспелта
- Nuri 44 — Королева Батахиалийе, жена фараона Горсиотефа
- Nuri 45 — Королева Тагтал (?), жена фараона Меленакена
- Nuri 43 — Королева Иетуров, сестра и жена фараона Атланерса
- Nuri 55 — Королева Атаматака, жена фараона Аматалка
- Nuri 56 — (Возможно) Королева Сакхмакх, жена фараона Настасен
- Nuri 57 — Королева Пианкхер (?), жена фараона Аматалка
- Nuri 58 — Королева Артаха, жена фараона Аспелта
- Nuri 59 — Королева Малаке, возможно жена фараона Тануатамона
- Nuri 61 — Королева Антасамале, возможно жена фараона Аманинетеиерике